# Mistrovství světa v zápasu ve volném stylu 2015
Mistrovství světa v zápasu ve volném stylu 2015 proběhlo v Orleans Areně v Paradise u Las Vegas v USA ve dnech 9.-12. září 2015. Pořadatelem turnaje byla Americká zápasnická federace (USA Wrestling), která je členem Mezinárodní zápasnické federace (United World Wrestling, UWW, dříve FILA). V Las Vegas proběhlo 7.-9. září také mistrovství světa v zápasu řecko-římském 2015.

## Program
- středa – 9. září 2015 – bantamová váha (−48 kg), pérová váha (−53 kg), těžká váha (−69 kg)
- čtvrtek – 10. září 2015 – lehká váha (−55 kg), velterová váha (−58 kg), lehká těžká váha (−63 kg), supertěžká váha (−75 kg); lehká váha (−65 kg)
- pátek – 11. září 2015 – střední váha (−60 kg); pérová váha (−61 kg), lehká těžká váha (−86 kg), těžká váha (−97 kg)
- sobota – 12. září 2015 – bantamová váha (−57 kg), velterová váha (−70 kg), střední váha (−74 kg), supertěžká váha (−125 kg)

## Česká stopa
- -74 kg - Gurgen Bagdasarjan (TAK Hellas Brno)
- -86 kg - Vratislav Chotaš (TJ Sokol Vítkovice)
- -53 kg - Lenka Hocková (TAK Hellas Brno)
- -63 kg - Adéla Hanzlíčková (PSK Olymp Praha)

## Výsledky

### Muži
| Kategorie | Zlato                      | Stříbro               | Bronz                 | Bronz           |
| --------- | -------------------------- | --------------------- | --------------------- | --------------- |
| -57 kg    | Vladimer Chinčegašvili     | Hasan Rahímí          | Erdenebatyn Bechbajar | Viktor Lebeděv  |
| -61 kg    | Hadži Alijev               | Batboldyn Nomin       | Vladimir Dubov        | Vasyl Šuptar    |
| -65 kg    | Frank Chamizo              | Ixtiyor Navroʻzov     | Soslan Ramonov        | Ahmad Mohammady |
| -70 kg    | Magomedrasul Gazimagomedov | Hasan Jazdání         | Yakup Gör             | James Green     |
| -74 kg    | Jordan Burroughs           | Pürevdžavyn Önörbat   | Narsing Jadav         | Aniuar Gedujev  |
| -86 kg    | Abdulrašid Sadulajev       | Selim Yaşar           | Sandro Aminašvili     | Alírezá Karímí  |
| -97 kg    | Kyle Snyder                | Abdusalam Gadisov     | Chetag Gozjumov       | Pavlo Olijnyk   |
| -125 kg   | Taha Akgül                 | Džamaladdin Magomedov | Geno Petrijašvili     | Bilal Machov    |

### Ženy
| Kategorie | Zlato                   | Stříbro             | Bronz                   | Bronz                 |
| --------- | ----------------------- | ------------------- | ----------------------- | --------------------- |
| -48 kg    | Eri Tosakaová           | Marija Stadnyková   | Jessica Blaszkaová      | Geneviève Morrisonová |
| -53 kg    | Saori Jošidaová         | Sofia Mattssonová   | Čong Mjong-suk          | Odunayo Adekuoroyeová |
| -55 kg    | Helen Maroulisová       | Irina Ologonovová   | Evelina Nikolovová      | Tetjana Kitová        |
| -58 kg    | Kaori Ičová             | Petra Olliová       | Elif Jale Yeşilırmaková | Julija Ratkevičová    |
| -60 kg    | Oksana Gergelová        | Süchégín Cerenčimed | Džanan Manolovová       | Leigh Jaynesová       |
| -63 kg    | Soronzonboldyn Batceceg | Risako Kawaiová     | Julija Tkačová          | Tajbe Juseinová       |
| -69 kg    | Natalja Vorobjovová     | Čou Feng            | Sara Došóová            | Aline Fockenová       |
| -75 kg    | Adeline Grayová         | Čou Čchien          | Vasilisa Marzaljuková   | Epp Mäeová            |